# Amtseinführung Heinrich Julius’ von Braunschweig-Wolfenbüttel als Fürstbischof von Halberstadt

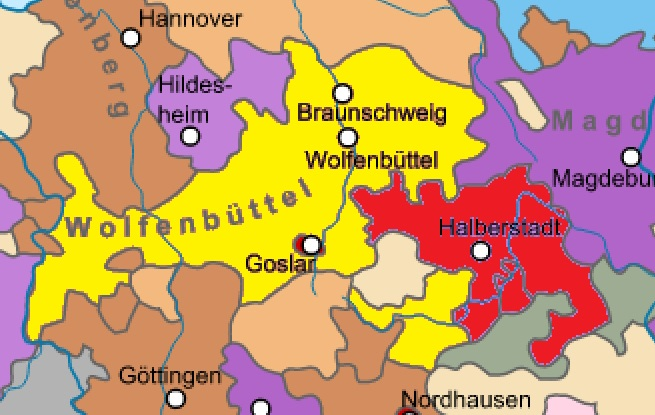
Fürstentum Braunschweig-Wolfenbüttel und Hochstift Halberstadt vor 1618

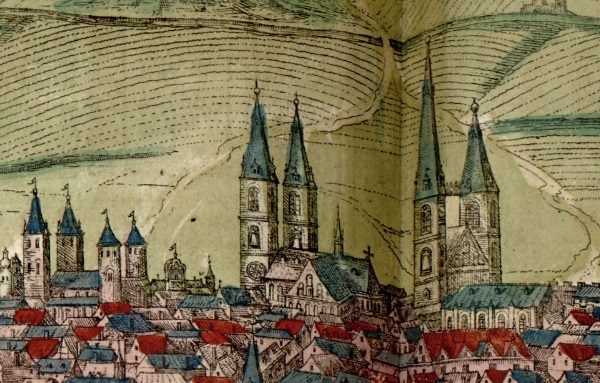
Halberstadt um 1580; in der Mitte der Dom, rechts die Pfarrkirche St. Martini

Die Amtseinführung Heinrich Julius’ von Braunschweig-Wolfenbüttel als Fürstbischof von Halberstadt am 7. Dezember 1578 war ein Ereignis von religionspolitischer Brisanz, das heftige öffentliche Reaktionen auslöste. Der damals 14-jährige, lutherisch erzogene Prinz Heinrich Julius wurde auf Geheiß seines Vaters Herzog Julius mit katholischen Zeremonien im Halberstädter Dom durch das Domkapitel Halberstadt als Bischof-Elekt des Bistums Halberstadt und Fürst des Hochstifts Halberstadt eingeführt.

## Vorgeschichte
Im Heiligen Römischen Reich waren die Bischöfe der kirchlichen Diözesen zugleich Landesherren eines mit dem Bischofsstuhl verbundenen Fürstentums, des Hochstifts. Seit dem Spätmittelalter wurden diese Positionen regelmäßig an nachgeborene Fürstensöhne vergeben, die zwar an den geistlichen Anteilen ihres Amtes meist wenig Interesse hatten, jedoch mindestens durch die niederen Weihen dem geistlichen Stand angehören und zur vollgültigen Amtsübernahme die Bischofsweihe empfangen mussten. Ehe und Erblichkeit waren ausgeschlossen.
Die 1517 durch Martin Luther ausgelöste Reformation war 1555 im Augsburger Religionsfrieden zu einem vorläufigen reichsrechtlichen Abschluss gekommen. Darin wurde den Reichsfürsten das Recht zugestanden, für ihre Untertanen entweder das katholische oder das lutherische Bekenntnis festzulegen. Ausgenommen waren die Fürstbistümer. Deren Landesherren mussten im Fall eines Konfessionswechsels abdanken und durch katholische Nachfolger ersetzt werden („geistlicher Vorbehalt“). Infolge der oft ungeklärten Rechts- und Konfessionsverhältnisse und der Abwendung weiter Teile der Bevölkerung von der alten Kirche gelang es den norddeutschen lutherischen Fürstenhäusern in vielen Fällen, den geistlichen Vorbehalt zu umgehen und die Fürstbistümer lutherisch und erblich zu machen.
Das Bistum Halberstadt wurde seit 1552 in Personalunion mit dem Erzbistum Magdeburg von Sigismund von Brandenburg als Fürsterzbischof regiert. Er war noch vom Papst bestätigt worden, bekannte sich jedoch zum Luthertum und förderte es in seinen Territorien. Während aber das Magdeburger Domkapitel als Ganzes lutherisch wurde, hielt das Halberstädter Domkapitel mehrheitlich noch am alten Glauben fest. Sigismund starb 1566 im 28. Lebensjahr. Das Recht der Neuwahl für Halberstadt lag beim Domkapitel.
In Braunschweig-Wolfenbüttel regierte 1566 noch Heinrich II., der letzte norddeutsche Landesfürst, der sich der Reformation widersetzte. Er erlangte vom Halberstädter Domkapitel für seinen zweijährigen Enkel Heinrich Julius die Zusicherung der Amtsnachfolge in Halberstadt. Im Gegenzug sicherte er die katholische Erziehung des Enkels zu und verzichtete in dessen Namen auf alle fürstbischöflichen Einkünfte für die Dauer von zwölf Jahren – ein für das verschuldete Hochstift willkommenes Zugeständnis.
Heinrich II. starb 1568. Sein Sohn und Nachfolger Julius führte sofort die Reformation durch und ließ auch seine Söhne lutherisch erziehen. Die Situation des Luthertums war jedoch angespannt durch den zweiten Abendmahlsstreit und weitere erbitterte Streitigkeiten zwischen „Gnesiolutheranern“ und „Philippisten“. 1577 entstand die Konkordienformel, die diesen Streit im Sinne des „echten“ Luthertums entscheiden sollte. Julius gehörte zu den Fürsten, die die Entstehung der Konkordienformel politisch und finanziell intensiv förderten und sie in ihren Territorien zur verbindlichen Lehrgrundlage machen wollten. Die theologischen Gegner sahen in der Betonung der sakramentalen Realpräsenz eine Wiederannäherung an den „Papismus“.

## Ablauf

### Vorbereitung
Am 15. Oktober 1578 vollendete Heinrich Julius sein 14. Lebensjahr. Kaiser Rudolf II. erklärte ihn für volljährig, trug ihm auf Betreiben seines Vaters die Administration der Temporalia des Hochstifts Halberstadt auf und befahl dem Domkapitel und den Stiftssassen, ihm zu huldigen. Die Stiftssassen, bereits überwiegend lutherisch, waren dazu bereit, sofern ihrem Konfessionsstand keine Gefahr drohte. Auch das Domkapitel willigte ein. Es nahm, obwohl es angesichts der lutherischen Erziehung des Prinzen die päpstliche Bestätigung seiner Wahl verhindert hatte, das lutherische Bekenntnis des Elekten jetzt hin und befürwortete, dass Heinrich Julius nicht nur die weltliche Administration, sondern auch die geistliche Jurisdiktion der Diözese übernehmen sollte. Dazu musste er, um das kanonische Recht nicht offen zu brechen – was unabsehbare reichsrechtliche Folgen gehabt hätte –, durch die niederen Weihen in den geistlichen Stand aufgenommen werden.
Julius, der Vater, hatte wegen dieser katholischen Zeremonie und ihrer liturgischen Einzelheiten ernste Bedenken und ließ in Halberstadt keine Unklarheit aufkommen, dass sein Sohn lutherisch war und blieb. Seine Zweifel zerstreuten sich jedoch, als ihm versichert wurde, dass nicht nur Sigismund 1552 für Magdeburg und Halberstadt, sondern auch Heinrich von Sachsen-Lauenburg 1567 für Bremen mehrere Weihestufen und die Tonsur akzeptiert hatten.

### Niedere Weihen im Kloster Huysburg
Ende November 1578 fand sich Herzog Julius mit seinem Sohn Heinrich Julius, dem Bischofskandidaten, und auch dessen jüngeren Brüdern Philipp Sigismund und Joachim Karl im Benediktinerkloster Huysburg ein, und Abt Johannes Köpen (reg. 1568–1583) spendete den drei Prinzen in kleinem Kreis die Tonsur und die niederen Weihen. Er beurkundete die an Heinrich Julius vollzogene Handlung mit den Worten: „Wir, Johannes, durch Gottes Gnade Abt des Benediktinerklosters Huysburg, erklären öffentlich und bestätigen, dass wir im Jahr des Herrn 1578, am 5. Tag der Dezemberkalenden (27. November), im Auftrag des ehrwürdigen Domkapitels unserem in Christus geliebten hochehrwürdigen und erlauchten Herrn, Herrn Heinrich Julius, Bischof von Halberstadt und Herzog von Braunschweig und Lüneburg, unserem allergnädigsten Herrn, im Namen Gottes die erste Tonsur erteilt haben in Anwendung der uns in dieser Hinsicht zukommenden und gewohnten Feierlichkeiten.“ In gewisser Abweichung davon sagt der Bericht, den Herzog Julius später zu seiner Rechtfertigung veröffentlichen ließ, „die primi ordines“ seien „gar simpliciter ohne alle Condition und Obligation verrichtet, und dabei gar kein Oelen, Theren, Plattenscheeren, Schmieren, Weihen noch anderes gebraucht, und dazu solches alles in geheim in gar weniger von des Herrn Postulirten Räthen und Dienern, auch des Domcapitels Beisein durch den Abt geschehen“ unter der ausdrücklichen Erklärung, „sich dem Papstthum hierdurch nirgends zu verbinden“.
Nach Wolfenbüttel zurückgekehrt, ließ sich Herzog Julius von seinem Sohn eidlich zusichern, dass er beim lutherischen Bekenntnis bleiben werde, und am Freitag, dem 4. Dezember, empfingen beide in der Kapelle des Wolfenbütteler Schlosses vom Hofprediger Johannes Malsius das Abendmahl.

### Inthronisierung im Halberstädter Dom
Am Montag, 7. Dezember 1578, brachen Herzog Julius und sein Sohn, der Fürstbischof, mit ihrem Begleitzug vom Schloss Hessen nach Halberstadt auf. An der Grenze des Hochstifts wurden sie von den Stiftssassen festlich empfangen, und Julius sicherte für seinen Sohn erneut die Wahrung des lutherischen Bekenntnisses zu. Eine halbe Wegstunde vor der Stadt empfing sie die Ritterschaft mit etwa 400 Pferden und erhielt dieselbe Zusicherung. Beim Einzug in die Stadt läuteten die Glocken aller Kirchen, sowohl der katholischen Dom- und Stiftskirchen wie der lutherischen Pfarrkirchen.
Auf dem Domhof warteten die leitenden Pastoren aus Wolfenbüttel und die Professoren der 1576 gegründeten lutherischen Landesuniversität Helmstedt. Die vier ältesten Halberstädter Domherren empfingen den neuen Fürstbischof im Namen des Domkapitels. Ihm wurde „ein langer rother bischöflicher Sammetrock angelegt, ein rothes sammetnes viereckiges Baret auf ein roth sammetnes Häublein gesetzt und das weiße Chorröcklein angezogen – wie solches alles bei Erzbischofs Sigismund Einführung auch gehalten worden“. Erneut wurde durch den herzoglichen Kanzler Franz Mützeltin erklärt, dass all das keine Unterwerfung unter das „Papstthum und seine Misbräuche“ bedeute. Dann formierte sich die Prozession in den Dom, angeführt von den Ministranten und dem Klerus, gefolgt vom Bischof zwischen dem Dechanten und dem Senior des Kapitels. Vorangetragen wurden ihm vom jüngsten Domherrn ein vergoldetes Kreuz als Zeichen seiner geistlichen und von einem Stiftsgrafen ein vergoldetes Schwert als Zeichen seiner reichsfürstlichen Gewalt. Ein Stiftspropst hielt den Zipfel seines Gewandes. Hinter ihm schritt Herzog Julius mit seinen beiden jüngeren Söhnen, dahinter das ganze Gefolge.
Der Dom war mit vielen Kerzen hell erleuchtet, der Chor mit rotgoldenen Paramenten ausgekleidet. Beim Einzug erklangen das Responsorium Iustum deduxit Dominus und der erste Teil des Te Deum bis zum „Salvum fac“. Im Chorraum angekommen, wurde der Erwählte von den vier ältesten Domherren auf den Hochaltar gehoben und auf ein rotsamtenes Kissen gesetzt, dann wieder herabgenommen (Thronsetzung). Dann knieten der Erwählte und die Domherren vor dem Altar nieder und sangen dreimal „Salvum fac, Domine, servum tuum et benedic haereditati tuae“. Dann wurde der neue Bischof erneut auf den Altar gehoben und das Te Deum zu Ende gesungen. Damit war die Inthronisation abgeschlossen, die Prozession verließ den Dom und es folgte ein Festessen im Petershof.
Am Folgetag, Dienstag, 8. Dezember 1578, forderte das Domkapitel den neuen Bischof auf, der heiligen Messe im Dom beizuwohnen und den Bischofseid zu leisten. Heinrich Julius weigerte sich jedoch auf Geheiß seines Vaters, auch nur der Vormesse beizuwohnen, worum das Domkapitel „inständigst“ gebeten hatte, und hörte stattdessen eine lutherische Predigt in der Petershof-Kapelle. Um 11 Uhr leistete er den Eid im Kapitelshaus. Anschließend empfing er den Huldigungseid des Stiftsadels. Wieder beschloss ein Festmahl den Tag.
Für Mittwoch, 9. Dezember, war die Huldigung der Bürgerschaft vorgesehen. Abweichend von allen früheren Bischofseinführungen begann der Tag jedoch auf Veranlassung Heinrich Julius’ mit einem dreistündigen lutherischen Gottesdienst in der Martinikirche, geleitet vom Stadtsuperintendenten Christoph Fischer. Daraufhin verschob das Domkapitel den Huldigungsakt auf den Donnerstag, um die Neuerung nicht zum Präzedenzfall zu machen. Am 10. Dezember nahm Heinrich Julius vormittags im Rathaus die Huldigung des Rates und der Bürgervertreter, am Nachmittag auf dem Petershof die aller Bürger entgegen.

## Folgen
Die Nachricht von den „papistischen“ Weihe- und Einführungshandlungen in Huysburg und Halberstadt verbreitete sich wie ein Lauffeuer im protestantischen Deutschland und war Gesprächsthema in allen Bevölkerungsschichten. Dabei gingen die Begrifflichkeiten schnell durcheinander – fast überall wurde von Bischofsweihe geredet und geschrieben – und die zeremoniellen Einzelheiten wurden, ohne nähere Kenntnis der Vorgänge, ausgeschmückt. Auch die katholische Seite bediente sich der Vorkommnisse in ihrem Sinn. Julius von Braunschweig-Wolfenbüttel, eine der Hauptstützen des orthodoxen Luthertums, galt nun als Apostat, der sein und seines Sohnes Seelenheil für das Linsengericht weltlicher Vorteile verkauft hatte. Die Gegner der Konkordienformel sahen sich in ihrer Meinung bestätigt, dass diese nur der erste Schritt zur Rekatholisierung sei, und ihre Befürworter gerieten unter stärksten Rechtfertigungsdruck.
Herzog Julius wurde von diesem Aufsehen überrascht. Aufs äußerste aber erbitterten ihn mehrere Briefe, die ihn in dieser Sache erreichten, verfasst von Theologen „seiner“ Universität Helmstedt und namentlich vom Braunschweiger Stadtsuperintendenten Martin Chemnitz, einem der Initiatoren der Konkordienformel. Darin wurde ihm, unter Heranziehung der abschreckendsten biblischen Parallelen, vorgeworfen, sich mit der papistischen „Abgötterei“ gemeingemacht und seinem Sohn das Malzeichen des Tieres aufgenötigt zu haben; unverhohlen wurde ihm die Strafe Gottes angedroht. In diesem Sinn wurde am vierten Adventssonntag von allen braunschweigischen Kanzeln in schärfstem Ton gepredigt. Dazu kamen Äußerungen und Briefe von anderen lutherischen Fürsten wie Georg Wilhelm in Celle, Ludwig von Württemberg, Wilhelm von Hessen, den Kurfürsten von Sachsen und Brandenburg und dem Pfalzgrafen bei Rhein, die ihn in milderem, aber herablassendem Ton tadelten. Bei der Fortsetzung des Konkordienwerks blieb Julius unberücksichtigt.
In einer Rechtfertigungsschrift ließ Herzog Julius die tatsächlichen Vorgänge darstellen, wobei er die „katholischen“ Handlungen abwertete, das wiederholte öffentliche Bekenntnis zum lutherischen Glauben betonte und auch auf ähnliche religionspolitische Kompromisse sogar bei denen hinwies, die ihn jetzt tadelten. Die Wunden aus dieser Erfahrung heilten jedoch nicht mehr, und sein Groll auf die orthodox-lutherischen Theologen und die Theologenzunft überhaupt saß tief. Martin Chemnitz und die Helmstedter Wortführer ließ er seinen Zorn spüren. Von der Konkordienformel trat er zurück und ließ im Gegenteil die Theologen seines Herrschaftsgebiets auf die Ablehnung insbesondere der Ubiquitätslehre verpflichten.